# Уорд, Маттиас
Маттиас Уорд (англ. Matthias Ward; 13 октября 1805, округ Элберт, Джорджия — 5 октября 1861, Уорм-Спрингс, Северная Каролина) — американский юрист и политик, сенатор США от Техаса, член Демократической партии.

## Биография
Маттиас Уорд родился в округе Элберт, штат Джорджия, а вырос в Алабаме, где преподавал в школе и изучал право. В 1836 году он переехал в Боуи, штат Техас, в 1845 году — в Кларксвилл, где занялся торговлей.
Уорд был членом 7-го и 8-го конгрессов Техаса, а после переезда в Джефферсон — сенатором штата. В 1851 году он безуспешно баллотировался на пост вице-губернатора Техаса. Уорд был делегатом съезда Демократической партии в Балтиморе в 1852 году и в Цинциннати в 1856 году, где он был председателем.
В 1855 году Уорд был кандидатом от Демократической партии в Палату представителей США, однако проиграл выборы кандидату от партии «незнаек» Лэмюэлю Эвансу. В 1858 году, за заслуги перед Демократической партией, его избрали в Сенат США, чтобы закончить срок скончавшегося Джеймса Хендерсона. В 1859 году Уорд повторно выдвинул свою кандидатуру в Сенат, однако съезд партии выбрал Луи Уигфолла.
Уорд скончался 5 октября 1861 года в Уорм-Спрингс, штат Северная Каролина и был с почестями похоронен на масонском кладбище в Нашвилле, штат Теннесси.